# Euphorbia jansenvillensis
Euphorbia jansenvillensis  es una especie fanerógama perteneciente a la familia de las euforbiáceas. Es endémica de Sudáfrica en la Provincia del Cabo.

## Descripción
Es un arbusto suculento con los tallos angulosos y  perennifolio que alcanza un tamaño de 0.1 - 0.3 m de altura. Se encuentra a una altitud de - 860 metros.

## Taxonomía
Euphorbia jansenvillensis fue descrita por Gert Cornelius Nel y publicado en Jahrbuch der Deutschen Kakteen-Gesellschaft 1: 32. 1935.
Etimología
Euphorbia: nombre genérico que deriva del médico griego del rey Juba II de Mauritania (52 a 50 a. C. - 23), Euphorbus, en su honor – o en alusión a su gran vientre –  ya que usaba médicamente Euphorbia resinifera. En 1753 Carlos Linneo asignó el nombre a todo el género.
jansenvillensis: epíteto